# Fritz Perls
Friedrich Salomon Perls (Berlín, 8 de juliol 1893 - Chicago, 14 de maig 1970), també conegut com a Fritz Perls, fou un metge i psiquiatre alemany, fundador de la teràpia gestalt.
Va encunyar el terme 'Teràpia Gestalt' per a la pseudoteràpia que desenvolupà amb la seva dona Laura Perls des dels anys 40. La teràpia, segons Perls, no ha d'estar relacionada necessàriament amb el patològic, sinó que ha de ser una eina que possibiliti el desenvolupament humà. La teràpia gestàltica és ‘no directiva’: el terapeuta no interpreta, sinó que pretén ajudar la persona a adonar-se de l'ara i de l'aquí. En hipòtesi (no validada científicament), l'origen dels traumes seria una mala percepció de l'espai el temps o, cosa que és el mateix, un desajustament en la percepció entre organisme i entorns. La perspectiva gestàltica es resumeix en quatre paraules: Jo, Tu, Ara i Aquí. Quan tenim una clara percepció d'aquests quatre mots vivim creativament.
Segons Perls, l'ésser humà emmalalteix des del punt de vista psicològic perquè no és creador, perquè viu realitzant desigs i mandats d'altra gent. La persona sana, però, s'aparta dels prejudicis i confia en les seves experiències, vivint el present. Aquest plantejament no ha estat validat científicament.
Perls es va associar amb l'Esalen Institute de Califòrnia el 1964. Les seves idees també van ser utilitzades per desenvolupar l'estudi del programari neurolingüístic NLP.